# Штефанія Боффа
Штефанія Боффа (нар. 9 серпня 1988) — колишня швейцарська тенісистка.
Найвищу одиночну позицію світового рейтингу — 307 місце досягла 15 червня 2009, парну — 194 місце — 4 травня 2009 року.
Здобула 1 одиночний та 4 парні титули.
Завершила кар'єру 2010 року.

## Фінали ITF
| Легенда         |
| --------------- |
| Турніри $25,000 |
| Турніри $10,000 |

### Одиночний розряд: 5 (1–4)
| Результат | Ранг | Дата              | Турнір                      | Покриття | Суперниця         | Рахунок       |
| --------- | ---- | ----------------- | --------------------------- | -------- | ----------------- | ------------- |
| Поразка   | 1.   | 21 вересня 2004   | ITF Чіампіно, Італія        | Ґрунт    | Агнеш Савай       | 0–6, 2–6      |
| Поразка   | 2.   | 12 червня 2006    | ITF Ленцергайде, Швейцарія  | Ґрунт    | Сандра Мартинович | 4–6, 3–6      |
| Перемога  | 1.   | 3 грудня 2006     | ITF Гавана, Куба            | Тверде   | Melissa Morales   | 6–1, 3–6, 6–3 |
| Поразка   | 3.   | 18 червня 2007    | ITF Алкобаса, Португалія    | Тверде   | Мелані Глорія     | 3–6, 3–6      |
| Поразка   | 4.   | 10 листопада 2008 | ITF Джерсі, Велика Британія | Тверде   | Катажина Пітер    | 2–6, 2–6      |

### Парний розряд: 12 (4–8)
| Результат | Ранг | Дата              | Турнір                                | Покриття | Партнерка        | Суперниці                             | Рахунок          |
| --------- | ---- | ----------------- | ------------------------------------- | -------- | ---------------- | ------------------------------------- | ---------------- |
| Перемога  | 1.   | 1 жовтня 2006     | ITF Джакарта, Індонезія               | Тверде   | Чжан Лін         | Санді Гумуля Лавінія Тананта          | 6–4, 6–4         |
| Перемога  | 2.   | 16 березня 2007   | ITF Афіни, Греція                     | Ґрунт    | Raluca Ciulei    | Karin Hechenberger Джорджа Мортелло   | 6–0, 7–6(0)      |
| Поразка   | 1.   | 5 травня 2008     | ITF Ірапуато, Мексика                 | Ґрунт    | Нікола Франькова | Сара Борвелл Робін Стівенсон          | 4–6, 6–3, [4–10] |
| Поразка   | 2.   | 12 травня 2008    | ITF Ролі, США                         | Ґрунт    | Ніколь Роттманн  | Анна Татішвілі Кімберлі Кутс          | 3–6, 4–6         |
| Поразка   | 3.   | 19 травня 2008    | ITF Лендісвілл, США                   | Ґрунт    | Анна Фіцпатрік   | Гейді Ель Табах Одра Коен             | 3–6, 6–7         |
| Поразка   | 4.   | 16 червня 2008    | ITF Стамбул, Туреччина                | Тверде   | Нікола Франькова | Теодора Мирчич Ленка Тварошкова       | 5–7, 6–7         |
| Поразка   | 5.   | 7 липня 2008      | ITF Вальядолід, Іспанія               | Тверде   | Анна Фіцпатрік   | Гейді Ель Табах Сторі Твіді-Єйтс      | 2–6, 4–6         |
| Перемога  | 3.   | 26 жовтня 2008    | GB Pro Series Глазго, Велика Британія | Тверде   | Аманда Елліотт   | Лаура Йоана Андрей Ірина-Камелія Бегу | 6–4, 7–6(3)      |
| Поразка   | 6.   | 24 листопада 2008 | ITF Ла-Валь-д'Уйшо, Іспанія           | Тверде   | Конні Перрен     | Лусія Сайнс Ешлі Вейнголд             | 2–6, 3–6         |
| Перемога  | 4.   | 21 березня 2009   | ITF Бат, Велика Британія              | Тверде   | Анна Фіцпатрік   | Вероніка Хвойкова Катержина Ванькова  | 6–1, 6–1         |
| Поразка   | 7.   | 13 квітня 2009    | ITF Тессендерло, Бельгія              | Тверде   | Дарія Юрак       | Юлія Федосова Віржині Піше            | 5–7, 3–6         |
| Поразка   | 8.   | 15 червня 2009    | Open Монпельє, Франція                | Тверде   | Сторі Твіді-Єйтс | Юлія Бейгельзимер Лаура Зігемунд      | 4–6, 1–6         |